# Saint-Cierges

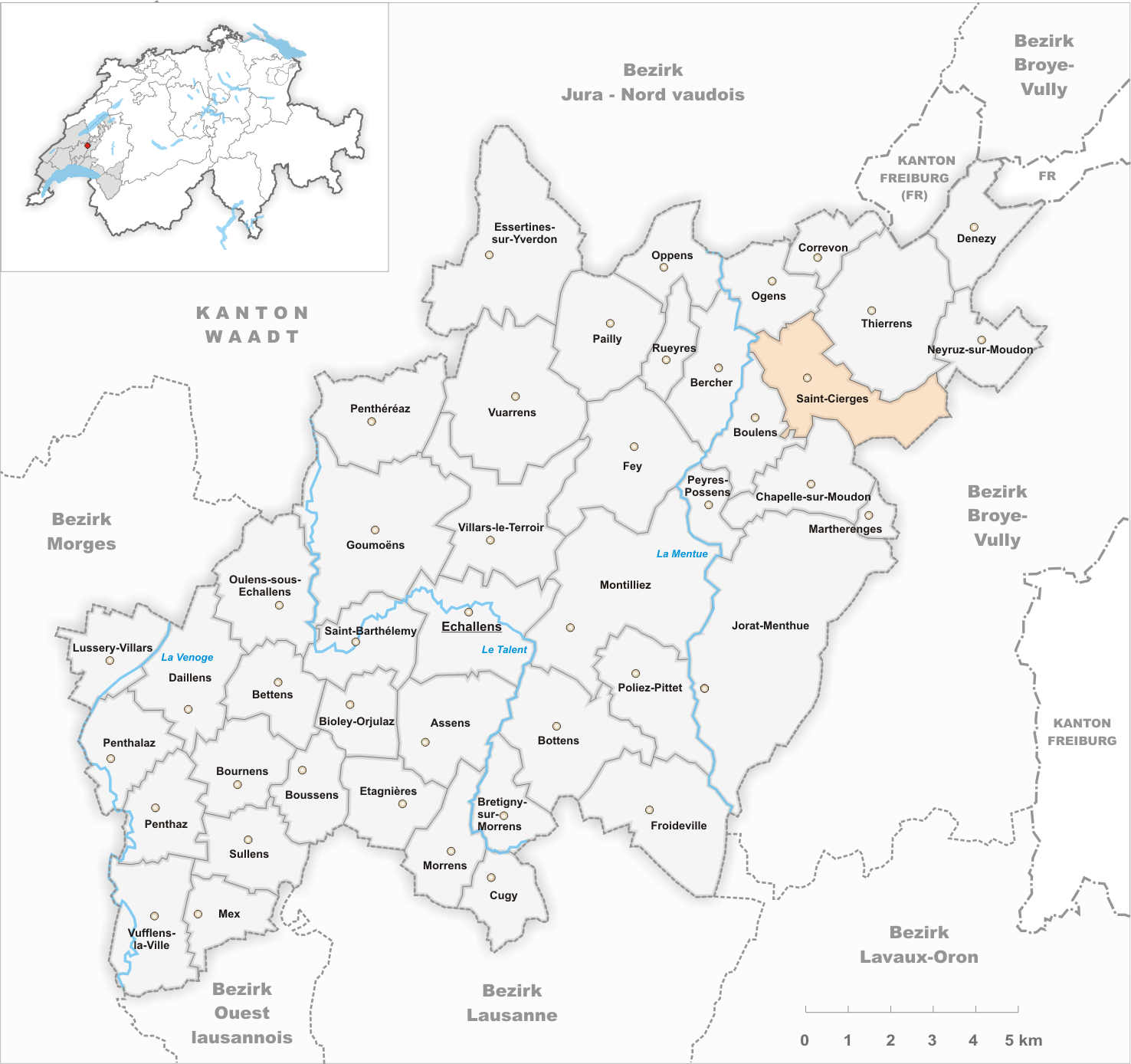
Gemeindestand vor der Fusion am 31. Dezember 2012

Saint-Cierges war bis am 31. Dezember 2012 eine politische Gemeinde im Distrikt Gros-de-Vaud des Kantons Waadt in der Schweiz.
Am 1. Januar 2013 fusionierte sie mit den Gemeinden Chanéaz, Chapelle-sur-Moudon, Correvon, Denezy, Martherenges, Neyruz-sur-Moudon, Peyres-Possens und Thierrens zur neuen Gemeinde Montanaire.

## Geographie
Saint-Cierges liegt auf 758 m ü. M., 20 Kilometer nordöstlich der Kantonshauptstadt Lausanne (Luftlinie). Das Haufendorf erstreckt sich auf einem Geländevorsprung östlich des Tals der Mentue, auf den Molassehöhen nordöstlich des Jorat, im nördlichen Waadtländer Mittelland.
Die Fläche des 6,4 km² grossen ehemaligen Gemeindegebiets umfasst einen Abschnitt des Molassehügellandes zwischen der Mentue und dem mittleren Broyetal. Die westliche Begrenzung bilden die tief in die Molasseschichten eingeschnittene Mentue und ihr rechter Seitenbach Oulaire. Von hier erstreckt sich der ehemalige Gemeindeboden nach Osten auf den Hang von Saint-Cierges und auf das Hochplateau Le Carro nördlich des Dorfes. In einem relativ schmalen Streifen reicht das Gebiet weiter ostwärts über die Waldhöhen von Vusery (857 m ü. M.) und Les Bourlayes (mit 861 m ü. M. der höchste Punkt von Saint-Cierges) bis in das Quellgebiet der Cerjaule, eines linken Zuflusses der Broye, der an den Hängen bei Corrençon entspringt. Von der ehemaligen Gemeindefläche entfielen 1997 4 % auf Siedlungen, 34 % auf Wald und Gehölze und 62 % auf Landwirtschaft.
Zu Saint-Cierges gehören die Hofsiedlungen Corrençon (800 m ü. M.), La Solitude (818 m ü. M.) und Pré de Place (786 m ü. M.), alle im Quellgebiet der Cerjaule am Ostabhang unterhalb des Bois de Savary gelegen, sowie mehrere Einzelhöfe. Nachbargemeinden von Saint-Cierges waren Ogens, Thierrens, Neyruz-sur-Moudon, Moudon, Chapelle-sur-Moudon, Boulens und Bercher.

## Bevölkerung
Mit 458 Einwohnern (Stand: 31. Dezember 2012) gehörte Saint-Cierges zu den kleinen Gemeinden des Kantons Waadt. Davon leben rund 50 Einwohner in Corrençon und den beiden umliegenden Hofsiedlungen. Von den Bewohnern sind 91,7 % französischsprachig, 4,4 % deutschsprachig und 1,5 % englischsprachig (Stand 2000). Die Bevölkerungszahl von Saint-Cierges belief sich 1900 noch auf 505 Einwohner. Danach wurde bis 1970 durch starke Abwanderung eine Abnahme um rund 40 % auf 312 Einwohner verzeichnet; seither nahm die Bevölkerung wieder leicht zu.

## Wirtschaft
Saint-Cierges war bis in die zweite Hälfte des 20. Jahrhunderts ein vorwiegend durch die Landwirtschaft geprägtes Dorf. Noch heute haben der Ackerbau, der Obstbau, die Viehzucht und die Forstwirtschaft eine wichtige Bedeutung in der Erwerbsstruktur der Bevölkerung. Weitere Arbeitsplätze sind im lokalen Kleingewerbe und im Dienstleistungssektor vorhanden (unter anderem im Transportgewerbe). Durch die Erstellung von Einfamilienhäusern in den letzten Jahrzehnten hat sich das Dorf auch zu einer Wohngemeinde entwickelt. Einige Erwerbstätige sind deshalb Wegpendler, die in den umliegenden grösseren Ortschaften arbeiten.

## Verkehr
Die ehemalige Gemeinde liegt abseits der grösseren Durchgangsstrassen an einer Verbindungsstrasse von Lausanne nach Thierrens. Durch die Autobusse, die auf den Strecken Moudon-Thierrens und Echallens-Thierrens verkehren, ist Saint-Cierges an das Netz des öffentlichen Verkehrs angebunden.

## Geschichte
Das ehemalige Gemeindegebiet von Saint-Cierges war bereits in der Römerzeit bewohnt. Aus dieser Zeit stammen zahlreiche Fundstücke. Wahrscheinlich bestand hier ein römischer Gutshof, der später von den Alemannen zerstört wurde. Die erste urkundliche Erwähnung des Ortes erfolgte 1154 unter den Namen Sanctus Cereus und Sanctus Sergius. Später erschienen die Bezeichnungen Saint-Ciriaco (1166), Sanctus Cyriacus und Seint Cierie (1227) und Senz Cirio (1261). Der Ortsname geht auf den heiligen Cyriakus zurück.
Seit dem Mittelalter unterstand Saint-Cierges der Herrschaft Bercher, die zunächst den Herren von Cossonay gehörte und 1420 an die Herzöge von Savoyen kam. Mit der Eroberung der Waadt durch Bern im Jahr 1536 gelangte das Dorf unter die Verwaltung der Vogtei Yverdon. Nach dem Zusammenbruch des Ancien Régime gehörte Saint-Cierges von 1798 bis 1803 während der Helvetik zum Kanton Léman, der anschliessend mit der Inkraftsetzung der Mediationsverfassung im Kanton Waadt aufging. 1798 wurde es dem Bezirk Moudon zugeteilt und 1803 zum Hauptort des gleichnamigen Kreises erhoben. In Saint-Cierges wurde in den Jahren 1909 und 1910 eine der ersten Güterzusammenlegungen im Kanton Waadt durchgeführt.

## Sehenswürdigkeiten
Bereits Mitte des 12. Jahrhunderts ist eine dem heiligen Cyriacus geweihte Kirche  erwähnt. Diese war im Besitz der Chorherren von Saint-Maire in Lausanne und wurde 1698 erweitert. Der heutige Bau stammt von 1876. Das Pfarrhaus wurde im späten Mittelalter erbaut. Im alten Ortskern sind noch einige charakteristische Bauernhäuser aus dem 17. bis 19. Jahrhundert erhalten.